# 電影院

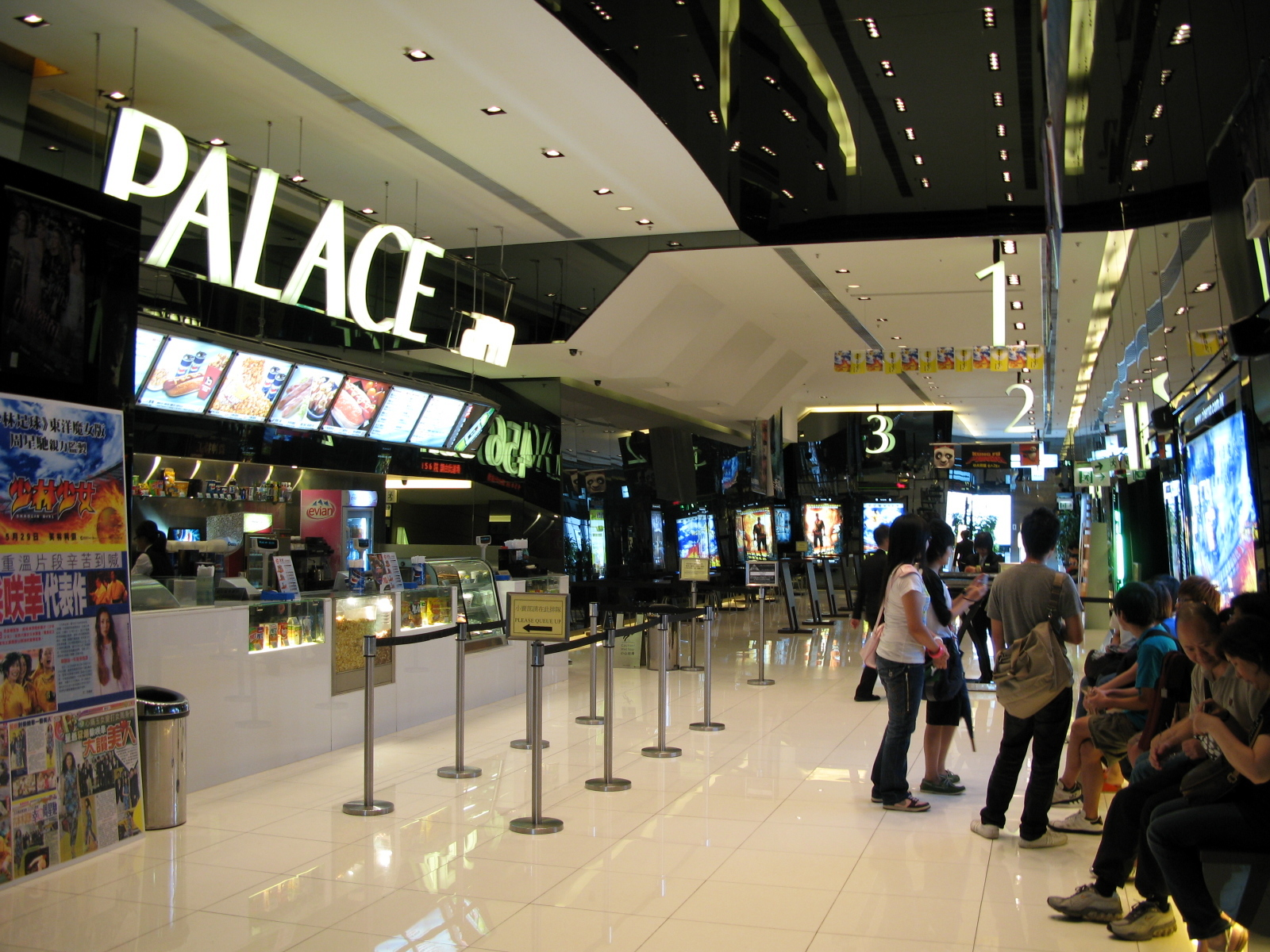
位於香港觀塘APM的百老匯PALACE影院入口

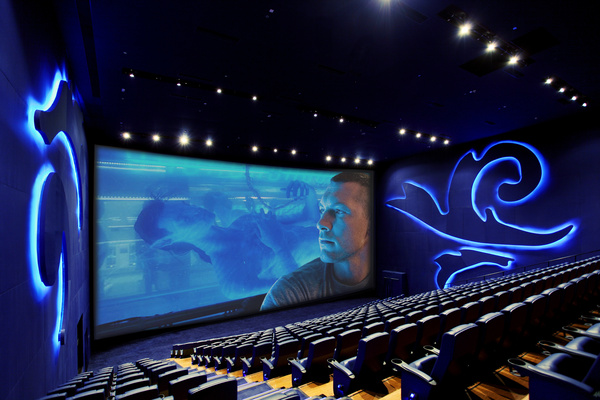
位於香港國際廣場的娛藝影院內部

電影院，又稱戲院，是放映電影的場所。大部分的電影院都是企業所擁有，並對一般大眾提供服務，必須購買門票才能入場。影像是由電影放映機投射在觀眾席前的銀幕上。2000年代之後，電影院逐漸裝設有數位電影的放映設備，不需要傳統的電影底片就能夠放映。

## 歷史

### 美国
在美國，「Vitascope Hall」（維太放映機大廳）是第一家專門播放電影的戲院，這家戲院在1896年於路易西安納州的新奥尔良成立。而第一家專門為放映電影而設計建造的建築，是1902年位於加州洛杉磯的「Tally's Electric」（泰利的發電廠）戲院。1913年在紐約開幕的「Regent」（統治者）戲院揭開了美國電影院設計的20年全盛期。洛杉磯的娛樂宣傳經紀人—席德·葛若曼（Sid Grauman）1918年在洛杉磯下城百老匯地區開設「百萬戲院」（Million Dollar Theatre），在接下來的十年內，隨著電影工業的獲利爆發性成長，獨立的宣傳經紀人和電影製片廠（他們擁有自己獨佔的連鎖電影院，直到1948年反托拉斯運動的興起為止）開始競相建造奢華、精緻、吸引人的電影院。這種形式也成為了一種獨特的建築類別，被稱做「電影皇宮」（movie palace），這種誇張的建築風格，直到經濟大蕭條才結束。連鎖電影院也成為首先安裝空調系統的產業，以在夏季吸引顧客上門。
許多電影製片廠會利用併購或建造連鎖電影院以達到垂直整合的目的。1920年代至1930年代之間，在美國有五家大型的連鎖電影院，被稱為「Big Five」，全部分別由派拉蒙、華納、Loews（米高梅所擁有）、RKO擁有。而在1948年，美國最高法院針對派拉蒙的反托拉斯案件判決後，這樣的現象才終止。

### 中國
- 1896年8月11日，法国商人在上海徐园“又一村”茶楼内放映“西洋影戏”。这是文献记载电影在中国第一次出现。
- 1902年在哈尔滨道里区中央大街开业的“考布切夫电影戏园”，被有的学者认为是中国最早的电影放映场所。
- 1903年，德国留学生林祝三将影片和放映机携带回国，租借北京前门打磨厂天乐茶园并放映电影。
- 1906年，济南第一家电影院，位于经三小纬二路的小广寒电影院投入使用，为德国人创办。
- 1906年12月8日，美国平安电影商人来到天津，租用法租界内的权仙茶园（今滨江道吉林路交口）放映电影，是中国最早的由中国人经营的向大众开放的商业电影院。
- 1907年北京外商创办的“平安电影公司”在东长安街营业，这是北京第一家电影院。同年12月，北京大观楼影戏院在前门大栅栏开业，是北京第一家中国人投资经营的电影院。
- 1908年西班牙商人安·马雷斯在上海创建了“虹口活动影戏院”，这是上海第一家专业电影院。
- 1911年5月，上海城自治公所颁布《取缔影戏场条例》，这是中国最早的电影放映管理法规。

### 臺灣

新竹縣湖口鄉復興戲院

「電影院」在台語也稱「電影館」。臺灣最早出現的電影院，是位在臺北市北門街的「十字館」。在1900年6月12日，「日法自動幻畫協會」在十字館放映黑白紀錄片，同時也登了報紙廣告以招來觀眾。這也是臺灣第一次的公開電影放映和電影廣告。1945年10月25日，中華民國政府接收臺灣，日本經營的「電影館」也被接收，並將臺灣所有的「電影館」一律更名為「戲院」。1996年1月，由美國華納公司和澳洲威秀集團（Village Cinemas）合資，在臺北市信義計畫區設立的「華納威秀影城」（後華納及威秀集團撤資台灣，改名為「威秀影城」），是臺灣第一座為了放映電影而專門建造的建築物。華納威秀是由兩棟三層樓的建築物構成，主要的用途是放映電影，多放映廳式電影院這種形態的電影院被稱之為「影城」，並結合了購物商場以及餐飲空間。之後臺灣大部分的「戲院」都將名字改為「影城」，但有許多僅是附屬在一般建築物內的電影院，放映廳數未必達到影城的規模。

## 電影院與連鎖體系

### 亚洲

#### 中国

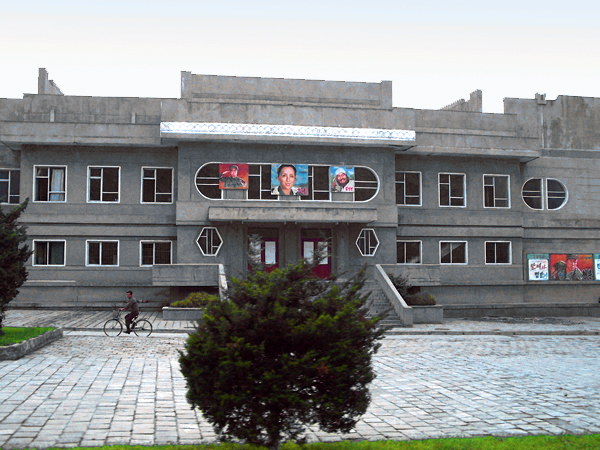
北韓的電影院

截至2023年末，中国大陆拥有49条电影院线。
2023年，有两家电影院线宣布退出市场：上海弘歌城镇数字电影院线退出市场竞争；而新疆电影发行放映公司与新疆华夏天山电影院线完成合并。
- 中影星美院线
- 中视院线
- 万达院线
- 上海联和电影院线
- 北京新影联
- 中影数字院线
- 浙江时代电影大世界有限公司
- 中影南方新干线
- 辽宁北方电影院线
- 四川太平洋院线
- 重庆保利万和电影院线
- 湖北银兴院线
- 四川峨嵋院线
- 广东珠江院线
- 江苏东方影业有限责任公司
- 武汉天河院线
- 福建中兴电影院线
- 山东新世纪电影院线
- 河南奥斯卡院线
- 世纪环球电影院线
- 江苏盛世亚细亚院线
- 湖南潇湘影视传播有限责任公司
- 温州雁荡电影院线
- 北京华夏新华大地电影院线
- 北京时代华夏今典电影院线
- 浙江星光电影院线
- 上海大光明院线
- 深圳市深影院线
- 黑龙江省天鹅电影院线
- 西安长安院线
- 保利院线：截至2019年在21个省58座城市经营管理66家剧院，拥有观众厅120余个，座位超过13万个。[2]

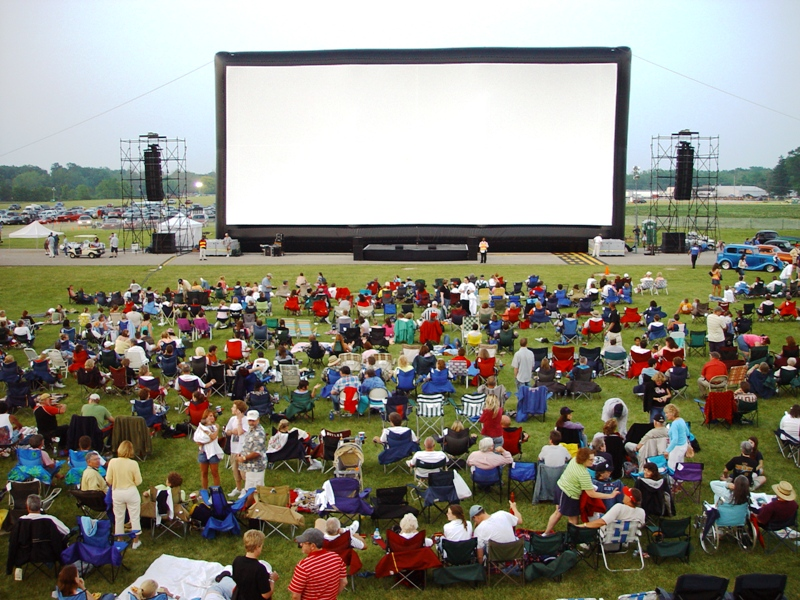
戶外戲院

#### 香港
- 嘉禾院線
- 洲立影藝
- UA院線 (已結業)
- 百老匯院線
- 英皇院線
- 新寶（Newport Theatre）
- 華懋電影院線
- 天馬影視文化(已結業)

#### 台灣
- 國賓影城
- 新光影城
- 威秀影城
- 秀泰影城
- in89豪華數位影城
- 喜滿客影城
- 美麗華影城
- 喜樂時代影城
- 華威影城

#### 日本
- 東寶
- 東映

#### 韓國
- 樂天Cinema（朝鲜语：롯데시네마）
- Megabox電影中心
- CJ CGV

### 欧洲

#### 法国
- 百代高蒙电影院
- UGC影城
- MK2
- Kinepolis
- CGR

#### 英国
- 欧典院线
- Cineworld